# Franchel Ibara
Franchel Ibara es un futbolista del Congo.
Fue famoso por anotar un gol de penal en el minuto 59 contra Austria en la Copa Mundial de Fútbol Sub-20 de 2007, en Canadá, el 2 de julio.

## Selección nacional
Participación en la Copa Mundial de Fútbol Sub-20 de 2007, disputada en Canadá.